# Wenzel Anton Kaunitz

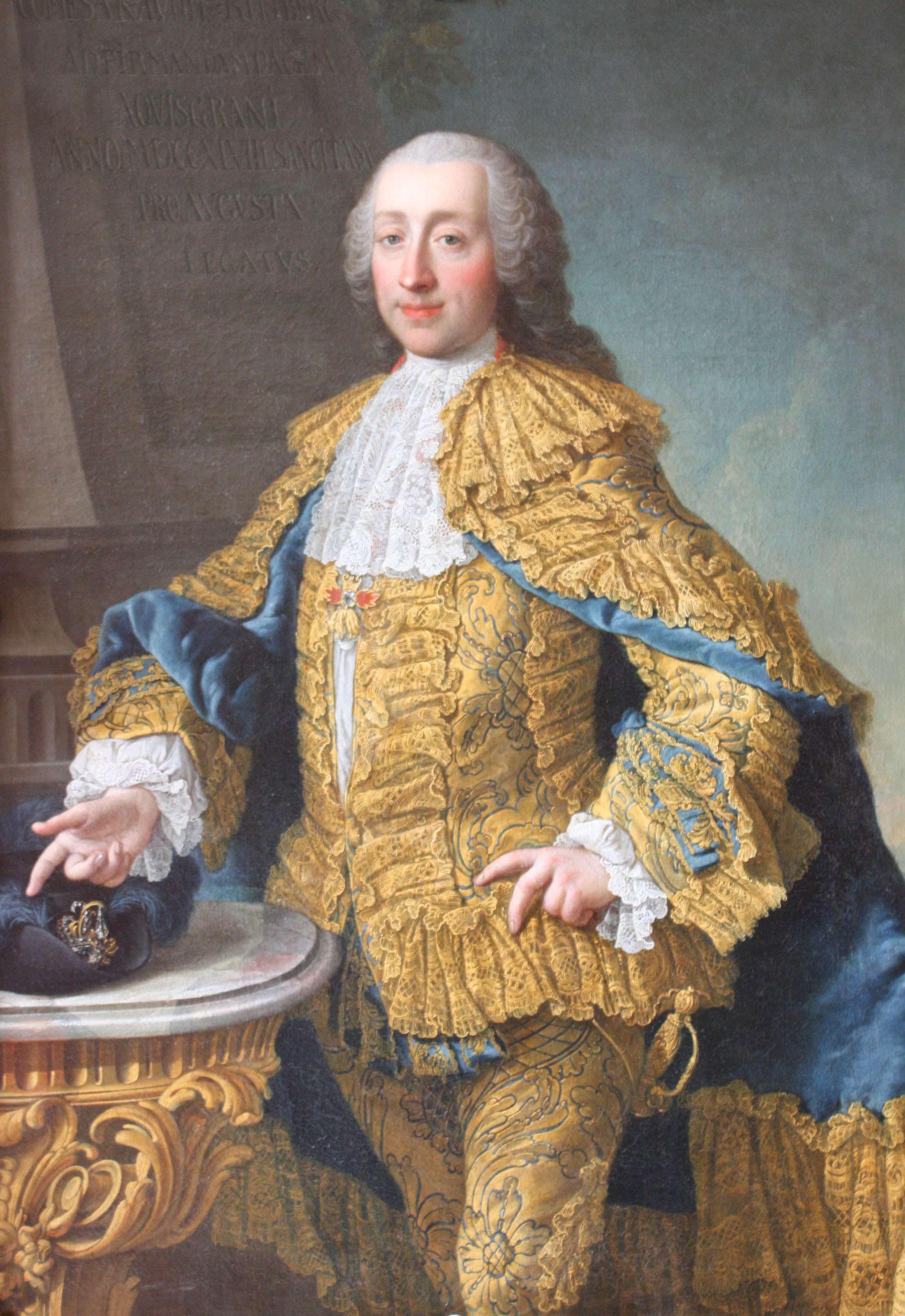
Wenzel Anton Fürst Kaunitz-Rietberg

Wenzel Anton Kaunitz, greve von Kaunitz och från 1764 riksfurste von Kaunitz-Rittberg, var en österrikisk statsman. Han föddes 2 februari 1712 och avled 27 juli 1794.

## Biografi
Kaunitz var ursprungligen bestämd för det andliga ståndet men slog snart in på den diplomatiska banan, där han bland annat verkade som Österrikes ambassadör i Turin från 1742. Två år senare utsågs han till högste styresman för Österrikiska Nederländerna (dagens Belgien).
Kaunitz gjorde sig särskilt bemärkt i fredsförhandlingarna i Aachen 1748. I full överensstämmelse med Maria Teresias egen uppfattning förordade Kaunitz därefter en framförallt mot Preussen riktad politik, vilken emellertid krävde en omläggning av Österrikes gamla allianssystem. 1750 fick Kaunitz själv som sändebud bege sig till Frankrike för att söka vinna denna Österrikes gamla fiende och hade då för en tid Jean-Jacques Rousseau som privatsekreterare.
1753 övergick Kaunitz en roll som statskansler och ledare av den österrikiska politiken, och 1756 slöts förbund med Frankrike, fastän först Fredrik II:s angrepp samma år fast sammansvetsade den stora koalitionen. Målet vanns dock ej, men i förvärvet av Galizien 1772, Bukovina 1775 och Innviertel 1778-79 fick Österrike en viss ersättning för Schlesien.
Även på den inre politiken utövade Kaunitz stort inflytande. Han försökte förenkla förvaltningen och gynna industrin. Konst och konsthantverk hade i honom en energisk befrämjare. Efter Maria Teresias död minskades Kaunitz inflytande, och han tog 1792 avsked.